# 多胡真蔭
多胡 真蔭 （たご さねかげ、生年不詳 - 享保2年12月14日（1718年1月15日））は、江戸時代前期の武士。津和野藩亀井家の江戸家老。500石。通称は外記（げき）。主水と記している書もあるが、誤伝である。

## 生涯
石見国津和野藩初代家老多胡真清の四男として誕生。正保3年（1644年）9月に200石で召しだされ、藩主亀井茲政の嫡男茲朝付きの家老となった。万治3年（1660年）正月に100石の加増を受けるが、寛文5年（1665年）7月、不調法があり暇を願い出て、15年間京都で蟄居した。延宝7年（1679年）再び茲政に召返され、先の知行のままで家老職に復した。
真蔭は農民の借銀・借米を帳消しにしたほか、製紙業にも力を注ぎ楮苗の植え付けを津和野に定着させた。
茲政の死後も新藩主亀井茲親を支えた。貞享3年（1686年）7月、加判役となり、のちに加増されて都合500石となる。
享保2年（1717年）12月14日に死去。島根県鹿足郡津和野町後田の永明寺に葬られた。法名は無為休伯居士。

## 創作・脚色
歌舞伎『仮名手本忠臣蔵』では、桃井若狭之助（亀井茲親）が高師直のいじめを受け刃傷に及ぼうとしたが、加古川本蔵（多胡真蔭）という「年も五十の分別盛り」の家老が師直に賄賂を贈り、待遇が良くなるという内容になっている。
『吉賀記』（成立年代：1800年〜1810年）と成立年代の近しい大田南畝著『半日閑話』（成立年代：1787年 - 1822年）では、元禄期の津和野藩亀井家の3代目藩主であった亀井茲親が勅使の接待役を任せられた。茲親は作法指南役の高家の吉良義央に教えを請うが、吉良は接待の方法を教えなかっただけでなく、逆に愚弄したため、癇癪持ちの茲親は吉良を斬ろうと決意する。そこへ藩の家老であった多胡真蔭がこれを知って、500両の小判をカステラの様な平たい生地に包んで吉良に進上して機嫌を取り、吉良から茲親にたいして勅使の接待の方法を伝授させ、事なきを得たとある。
刃傷事件のあとに、多胡は大石宅を訪れ暴言を吐き、逆上した大石主税の槍を受けて絶命する。
しかし、両書とも『仮名手本忠臣蔵』（1748年初上演）よりかなり後に書かれたものであり、真蔭は正保3年（1644年）に家老になっておりこれが元服後の十代後半だとしても、赤穂事件の頃には相当の高齢であり、貞享3年（1686年）以降は既に家老ではない。また両書では「多古主水」と記されている。さらに500両はとても菓子折りに入れて運べる嵩と重量ではない。

## 遺品
津和野藩藩校・養老館跡の道路をはさみ、多胡真蔭の時代の多胡家表門・番所土塀が現存する（津和野町後田）。2024年に解体修理が行なわれている。
史実では亀井茲親と吉良義央との関係は良好で、亀井家の現当主・亀井茲基（昭和天皇の侍従だった亀井茲常の嫡男）は吉良義央の子孫であり、亀井温故館に関係史料が保存されている。